# Vergleichswertverfahren
Das Vergleichswertverfahren ist ein Verfahren zur Wertermittlung von Immobilien (§ 15 Immobilienwertermittlungsverordnung – ImmoWertV). Nach diesem Verfahren wird der Marktwert eines Grundstücks aus tatsächlich realisierten Kaufpreisen von anderen Grundstücken abgeleitet, die in Lage, Nutzung, Bodenbeschaffenheit, Zuschnitt und sonstiger Beschaffenheit hinreichend mit dem zu vergleichenden Grundstück übereinstimmen. Der optimale Fall ist der direkte Vergleich: Ein benachbartes Grundstück gleichartiger Lage, Größe, Nutzung usw. wurde gestern zu Marktpreisen verkauft. Dieser Fall ist jedoch in der Praxis eher die Ausnahme. Meist wird daher im Regelfall das indirekte Vergleichswertverfahren verwendet.

## Grund und Boden
Bezüglich des Grund und Boden basiert das indirekte Vergleichswertverfahren auf der Kaufpreissammlung der Gutachterausschüsse (in Deutschland sind Grundstückskaufverträge stets notariell zu beurkunden, wobei eine Kopie des Kaufvertrages dem Gutachterausschuss zugeht). Hierzu kann beim Gutachterausschuss Einblick in die anonymisierte Kaufpreissammlung genommen werden. Eine sichere Beurteilung ist nur bei ausreichender Zahl von hinreichend geeigneten vergleichbaren Käufen möglich.
Ein anderer Weg ist die Nutzung der Bodenrichtwerte, welche die Gutachterausschüsse empirisch aus der Kaufpreissammlung ableiten. Diese werden für größere Städte in Form von Bodenrichtwertkarten für bestimmte Lagen abgeleitet, wobei im Regelfall Art und Maß der baulichen Nutzung sowie die der Wertableitung zugrunde liegende durchschnittliche Grundstücksgröße angegeben ist. Zumindest die Art der baulichen Nutzung und die Lage sollte zwischen Bodenwertzone und zu bewertendem Grundstück übereinstimmen, für Maß der baulichen Nutzung und Grundstücksgröße können Umrechnungskoeffizienten angewandt werden. Ist keine hinreichend vergleichbare Bodenrichtwertzone zur Hand, kann eine nochmals indirekte Ableitung versucht werden, die jedoch meist anfechtbar ist.
Da die meisten Grundstücke sehr viele individuelle Merkmale aufweisen, ist eine vollständige Übereinstimmung der Merkmale sowohl der direkt als auch indirekt zu vergleichenden Grundstücke oft nicht gegeben. Der Unterschied wird im Wege der Ableitung von Zu- oder Abschlägen bzw. Korrekturfaktoren ausgedrückt. Die sich ergebenden Abweichungen sollten nach deutscher Rechtsprechung im Regelfall nicht höher sein als 30–35 %. Ansonsten kann man nicht mehr von vergleichbaren Grundstücken sprechen.
Beispiele für Merkmale, die bei Zu- und Abschlägen zu beachten sind:
- Örtliche Lage, z. B. Lage im bebauten Raum, zu den Himmelsrichtungen, Belichtung, Verkehrslage
- Bodenbeschaffenheit z. B. Untergrund, Tragfähigkeit
- Größe und Form z. B. Tiefe, Gestalt, Frontbreite
- Bodenschätze z. B. Abbaumöglichkeiten
- Lage in Gefahrenzonen
- Grad der Erschließung
- Umwelteinflüsse z. B. Lärm, Rauch, Gerüche, …
- Grundabtretungen, Grundeinbeziehungen, Bauplatzeigenschaft
- Planungs- und Baurecht: Flächennutzungs- und Bebauungsplan bzw. §§ 34 und 35 BauGB
- Nutzungsbeschränkungen
- Gesetzl. Beschränkungen der freien Verfügung: Denkmalschutz, Mieterschutz, Weltkulturerbe
- Zustand der Außenanlagen: erforderliche Instandsetzungen
- Art und Verwendung der Nachbarliegenschaften

Der ermittelte Wert des Grund und Boden ist ggf. durch Zu- und Abschläge für wertbeeinflussende Faktoren wie z. B. Kontamination und dingliche Rechte zu korrigieren.

## Bauliche Anlagen
Wie beim Ertragswertverfahren beschrieben, können Ein- und Zweifamilienhäuser sowie Eigentumswohnungen sinnvollerweise im Vergleichswertverfahren bewertet werden. Das dazu früher oft verwendete Sachwertverfahren ist auf dem Rückzug, da es tendenziell für am Markt gehandelte Immobilien ungeeignet ist. Das Merkmal "eigengenutzt" darf bei der Auswahl eines Wertermittlungsverfahrens keine Rolle spielen, da es sich bei der Eigennutzung um ein persönliches Verhältnis handelt, welches nach § 194 BauGB nicht zu berücksichtigen ist.
Auch für bauliche Anlagen stützt sich das Vergleichswertverfahren auf die Kaufpreissammlung der Gutachterausschüsse. Ebenso wie beim Grund und Boden fehlen aber meist direkt vergleichbare Kauffälle. Im indirekten Ansatz sind daher einerseits die Grundstücksmarktberichte der Gutachterausschüsse heranzuziehen und andererseits aufgrund eigener Marktrecherche die am regionalen Markt erzielbaren Verkaufspreise. Dabei können lagespezifische Abweichungen (Stadtteile) und die Größe meist gut berücksichtigt werden. Einer individuellen Einschätzung und wertmäßigen Berücksichtigung bedürfen die weiteren Merkmale wie z. B.:
- Mikrolage (Infrastruktur, Einwohner, Lärm etc.)
- Ausstattung
- Subjektiver Eindruck

Es empfiehlt sich, die gewonnenen Wertspannen anzugeben und die Einschätzung des zu bewertenden Objektes innerhalb der Spanne nachvollziehbar zu begründen. Ebenfalls nützlich ist die Plausibilisierung anhand der anderen, jedoch nicht als primäre Methode tauglichen, Bewertungsverfahren (z. B. Sachwertverfahren für EFH/ZFH, Ertragswertverfahren für ETW).
Abschließend lässt sich feststellen, dass das Vergleichswertverfahren zwar das am stärksten marktorientierte Verfahren darstellt (da an tatsächlichen Preisen orientiert), aber aufgrund der Inhomogenität des Wirtschaftsguts Immobilie in der notwendigen Anpassung der Vergleichswerte stark von der Kompetenz des Gutachters abhängt.

## Spezialfall: Zielbaumverfahren
Ein Spezialfall des indirekten Vergleichswertverfahren ist das Zielbaumverfahren.